# Вілкупе
Вілкупе (пол. Wiłkupie) — село в Польщі, у гміні Віжайни Сувальського повіту Підляського воєводства.
Населення — 52 особи (2011).
У 1975-1998 роках село належало до Сувальського воєводства.

## Демографія
Демографічна структура станом на 31 березня 2011 року:
|          | Загалом | Допрацездатний вік | Працездатний вік | Постпрацездатний вік |
| -------- | ------- | ------------------ | ---------------- | -------------------- |
| Чоловіки | 22      | 5                  | 15               | 2                    |
| Жінки    | 30      | 9                  | 14               | 7                    |
| Разом    | 52      | 14                 | 29               | 9                    |